# Uruguayaans voetbalelftal in 2015
Het Uruguayaans voetbalelftal speelde in totaal twaalf officiële interlands in het jaar 2015, waaronder vier wedstrijden bij de strijd om de Copa América in Chili. De selectie stond onder leiding van bondcoach Oscar Tabárez. Sterspeler Luis Suárez kwam dit jaar niet in actie voor La Celeste. Tijdens de WK-eindronde 2014 in Brazilië beet Suárez zijn Italiaanse tegenstander Giorgio Chiellini in zijn schouder tijdens het duel Uruguay – Italië. Twee dagen later schorste de FIFA hem voor vier maanden. Suárez werd bovendien uitgesloten voor negen officiële wedstrijden van de Uruguayaanse nationale ploeg. Op de in 1993 geïntroduceerde FIFA-wereldranglijst zakte Uruguay in 2015 van de 10de (januari 2015) naar de 11de plaats (december 2015).

## Balans
| Wedstrijden | Wedstrijden | Wedstrijden | Wedstrijden | Doelpunten | Doelpunten | Doelpunten | Punten |
| Gespeeld    | Winst       | Gelijk      | Verlies     | Voor       | Tegen      | Saldo      | Punten |
| ----------- | ----------- | ----------- | ----------- | ---------- | ---------- | ---------- | ------ |
| 12          | 7           | 1           | 4           | 18         | 7          | +11        | 1.250  |

## Interlands
|                                                               |         |                           |         |                                                                                |
| 28 maart Vriendschappelijk № 841 «onderlinge duels» 20:00 uur | Marokko | 0 – 1                     | Uruguay | Stade Adrar, Agadir Toeschouwers: 58.000 Scheidsrechter: Malang Diedhiou (SEN) |
| 28 maart Vriendschappelijk № 841 «onderlinge duels» 20:00 uur |         | 51' (pen.) Edinson Cavani |         | Stade Adrar, Agadir Toeschouwers: 58.000 Scheidsrechter: Malang Diedhiou (SEN) |

|                                                   | |       |                  |                                                                                            |
| 6 juni Vriendschappelijk № 842 «onderlinge duels» | Uruguay                                                                                                   | 5 – 1 | Guatemala        | Estadio Centenario, Montevideo Toeschouwers: 18.500 Scheidsrechter: Patricio Loustau (ARG) |
| 6 juni Vriendschappelijk № 842 «onderlinge duels» | Diego Rolán 4' Edinson Cavani 19' Edinson Cavani 32' (pen.) Giorgian De Arrascaeta 55' Abel Hernández 57' |       | 79' Wilson Lalín | Estadio Centenario, Montevideo Toeschouwers: 18.500 Scheidsrechter: Patricio Loustau (ARG) |

| Copa América |
| ------------ |

|                                                                 |                        |       |         | |
| 13 juni Copa América Groep B № 843 «onderlinge duels» 16:00 uur | Uruguay                | 1 – 0 | Jamaica | Estadio Regional de Antofagasta, Antofagasta Toeschouwers: 8.653 Scheidsrechter: José Argote (VEN) |
| 13 juni Copa América Groep B № 843 «onderlinge duels» 16:00 uur | Cristian Rodríguez 52' |       |         | Estadio Regional de Antofagasta, Antofagasta Toeschouwers: 8.653 Scheidsrechter: José Argote (VEN) |

|                                                                 |                   |       |         |                                                                                       |
| 16 juni Copa América Groep B № 844 «onderlinge duels» 20:30 uur | Argentinië        | 1 – 0 | Uruguay | Estadio La Portada, La Serena Toeschouwers: 18.243 Scheidsrechter: Sandro Ricci (BRA) |
| 16 juni Copa América Groep B № 844 «onderlinge duels» 20:30 uur | Sergio Agüero 56' |       |         | Estadio La Portada, La Serena Toeschouwers: 18.243 Scheidsrechter: Sandro Ricci (BRA) |

|                                                                 |                        |       |                   |                                                                                         |
| 20 juni Copa América Groep B № 845 «onderlinge duels» 16:00 uur | Uruguay                | 1 – 1 | Paraguay          | Estadio La Portada, La Serena Toeschouwers: 16.021 Scheidsrechter: Roberto García (MEX) |
| 20 juni Copa América Groep B № 845 «onderlinge duels» 16:00 uur | José María Giménez 29' |       | 44' Lucas Barrios | Estadio La Portada, La Serena Toeschouwers: 16.021 Scheidsrechter: Roberto García (MEX) |

|                                                                     |                   |       |         |                                                                                    |
| 24 juni Copa América Kwartfinale № 846 «onderlinge duels» 20:30 uur | Chili             | 1 – 0 | Uruguay | Estadio Nacional, Santiago Toeschouwers: 45.304 Scheidsrechter: Sandro Ricci (BRA) |
| 24 juni Copa América Kwartfinale № 846 «onderlinge duels» 20:30 uur | Mauricio Isla 80' |       |         | Estadio Nacional, Santiago Toeschouwers: 45.304 Scheidsrechter: Sandro Ricci (BRA) |

|  |  |  |  |  |  |  |  |  |

|                                                        |        |                      |         |                                                                                                   |
| 4 september Vriendschappelijk № 847 «onderlinge duels» | Panama | 0 – 1                | Uruguay | Estadio Rommel Fernández, Panama-Stad Toeschouwers: 26.573 Scheidsrechter: Jonathan Polanco (GUA) |
| 4 september Vriendschappelijk № 847 «onderlinge duels» |        | 82' Christian Stuani |         | Estadio Rommel Fernández, Panama-Stad Toeschouwers: 26.573 Scheidsrechter: Jonathan Polanco (GUA) |

|                                                        |               |       |         | |
| 8 september Vriendschappelijk № 848 «onderlinge duels» | Costa Rica    | 1 – 0 | Uruguay | Estadio Nacional de Costa Rica, San José Toeschouwers: 12.000 Scheidsrechter: Jorge Rojas Castillo (MEX) |
| 8 september Vriendschappelijk № 848 «onderlinge duels» | Bryan Ruiz 9' |       |         | Estadio Nacional de Costa Rica, San José Toeschouwers: 12.000 Scheidsrechter: Jorge Rojas Castillo (MEX) |

|                                                                   |         |                                    |         |                                                                                            |
| 8 oktober Kwalificatie WK 2018 № 849 «onderlinge duels» 16:00 uur | Bolivia | 0 – 2                              | Uruguay | Estadio Hernando Siles, La Paz Toeschouwers: 26.000 Scheidsrechter: Patricio Loustau (ARG) |
| 8 oktober Kwalificatie WK 2018 № 849 «onderlinge duels» 16:00 uur |         | 10' Martín Cáceres 68' Diego Godín |         | Estadio Hernando Siles, La Paz Toeschouwers: 26.000 Scheidsrechter: Patricio Loustau (ARG) |

|                                                                    |                                                    |       |          |                                                                                       |
| 13 oktober Kwalificatie WK 2018 № 850 «onderlinge duels» 16:00 uur | Uruguay                                            | 3 – 0 | Colombia | Estadio Centenario, Montevideo Toeschouwers: 38.000 Scheidsrechter: Héber Lopes (BRA) |
| 13 oktober Kwalificatie WK 2018 № 850 «onderlinge duels» 16:00 uur | Diego Godín 35' Diego Rolán 51' Abel Hernández 88' |       |          | Estadio Centenario, Montevideo Toeschouwers: 38.000 Scheidsrechter: Héber Lopes (BRA) |

|                                                                     |                                       |       |                    |                                                                                              |
| 12 november Kwalificatie WK 2018 № 851 «onderlinge duels» 16:00 uur | Ecuador                               | 2 – 1 | Uruguay            | Estadio Olímpico Atahualpa, Quito Toeschouwers: 33.000 Scheidsrechter: Ricardo Marques (BRA) |
| 12 november Kwalificatie WK 2018 № 851 «onderlinge duels» 16:00 uur | Felipe Caicedo 23' Fidel Martínez 59' |       | 49' Edinson Cavani | Estadio Olímpico Atahualpa, Quito Toeschouwers: 33.000 Scheidsrechter: Ricardo Marques (BRA) |

|                                                                     |                                                       |       |       |                                                                                         |
| 17 november Kwalificatie WK 2018 № 852 «onderlinge duels» 20:00 uur | Uruguay                                               | 3 – 0 | Chili | Estadio Centenario, Montevideo Toeschouwers: 50.000 Scheidsrechter: Wilmar Roldán (COL) |
| 17 november Kwalificatie WK 2018 № 852 «onderlinge duels» 20:00 uur | Diego Godín 24' Álvaro Pereira 62' Martín Cáceres 65' |       |       | Estadio Centenario, Montevideo Toeschouwers: 50.000 Scheidsrechter: Wilmar Roldán (COL) |

## FIFA-wereldranglijst
| JAN | FEB | MAR | APR | MEI | JUN | JUL | AUG | SEP | OKT | NOV | DEC |
| --- | --- | --- | --- | --- | --- | --- | --- | --- | --- | --- | --- |
| 10  | 9   | 9   | 8   | 8   | 8   | 13  | 18  | 18  | 20  | 12  | 11  |

## Statistieken
| Fernando Muslera       | 1986-06-16 | Galatasaray SK      | 11 | 0 | 0 | 77  | 0  |
| Martín Silva           | 1983-03-25 | CR Vasco da Gama    | 1  | 0 | 0 | 7   | 0  |
| Verdediging            |            |                     |    |   |   |     |    |
| Diego Godín            | 1986-02-16 | Atlético Madrid     | 11 | 0 | 3 | 97  | 7  |
| José María Giménez     | 1995-01-20 | Atlético Madrid     | 10 | 0 | 1 | 25  | 3  |
| Maximiliano Pereira    | 1984-06-08 | FC Porto            | 10 | 0 | 0 | 109 | 3  |
| Álvaro Pereira         | 1985-11-28 | Estudiantes         | 8  | 3 | 1 | 76  | 7  |
| Martín Cáceres         | 1987-04-07 | Juventus            | 6  | 0 | 2 | 69  | 3  |
| Sebastián Coates       | 1990-10-07 | Sunderland          | 3  | 1 | 0 | 20  | 1  |
| Jorge Fucile           | 1984-11-19 | Club Nacional       | 1  | 0 | 0 | 44  | 0  |
| Gastón Silva           | 1994-03-05 | Torino FC           | 0  | 1 | 0 | 2   | 0  |
| Middenveld             |            |                     |    |   |   |     |    |
| Carlos Sánchez         | 1984-12-02 | River Plate         | 11 | 1 | 0 | 14  | 0  |
| Egidio Arévalo         | 1982-01-01 | Club Tigres         | 10 | 0 | 0 | 75  | 0  |
| Álvaro González        | 1984-10-29 | Atlas Guadalajara   | 7  | 4 | 0 | 59  | 3  |
| Nicolás Lodeiro        | 1989-03-21 | Boca Juniors        | 7  | 2 | 0 | 44  | 3  |
| Cristian Rodríguez     | 1985-09-30 | CA Independiente    | 5  | 1 | 1 | 89  | 9  |
| Mathías Corujo         | 1986-05-08 | Club Universidad    | 4  | 2 | 0 | 12  | 0  |
| Camilo Mayada          | 1991-01-08 | CA River Plate      | 1  | 2 | 0 | 7   | 0  |
| Giorgian De Arrascaeta | 1994-06-01 | Defensor Sporting   | 0  | 4 | 1 | 7   | 1  |
| Nahitán Nández         | 1995-12-28 | Peñarol             | 0  | 3 | 0 | 3   | 0  |
| Guzmán Pereira         | 1991-05-16 | Club Universidad    | 0  | 1 | 0 | 3   | 0  |
| Aanval                 |            |                     |    |   |   |     |    |
| Diego Rolán            | 1993-03-24 | Girondins Bordeaux  | 10 | 2 | 2 | 17  | 3  |
| Edinson Cavani         | 1987-02-14 | Paris Saint-Germain | 8  | 0 | 4 | 78  | 24 |
| Christian Stuani       | 1986-10-12 | Middlesbrough       | 3  | 5 | 1 | 26  | 5  |
| Abel Hernández         | 1990-08-08 | Hull City           | 3  | 4 | 2 | 25  | 10 |
| Jonathan Rodríguez     | 1993-07-06 | Deportivo La Coruña | 2  | 3 | 0 | 9   | 1  |
| Brian Lozano           | 1994-02-23 | Defensor Sporting   | 0  | 2 | 0 | 2   | 0  |
| Michael Santos         | 1993-03-13 | River Plate FC      | 0  | 2 | 0 | 2   | 0  |